# Sibawayhi

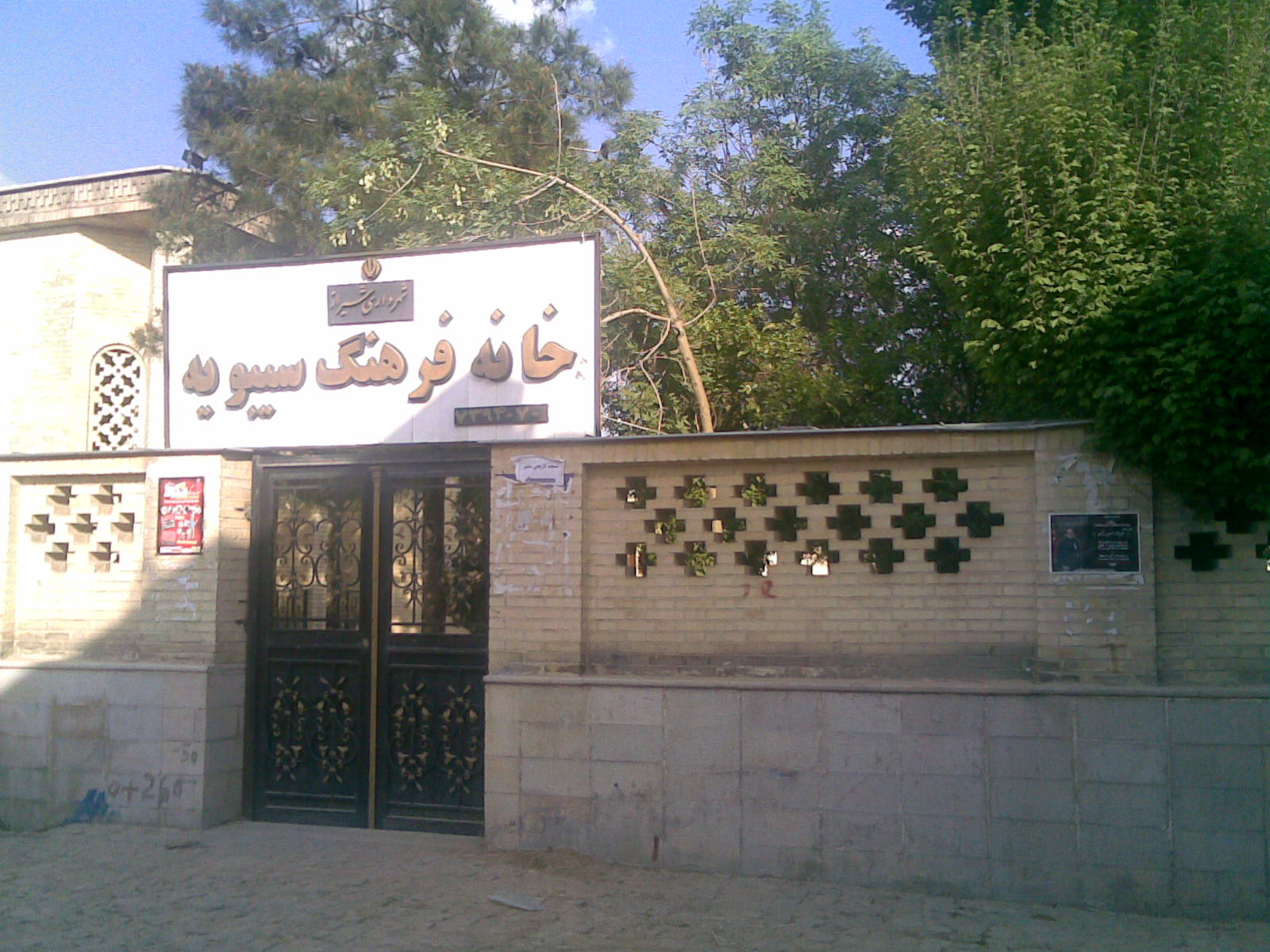
Eingang zu Sibawayhis Grabstätte in Schiraz

Sibawayhi (persisch سيبويه Sībawaih; * um 760; † um 793 in Schiras) war ein persischer Sprachwissenschaftler aus Bayza in der Provinz Fars und Autor eines Grammatikbuches, genannt al-Kitab („Das Buch“). Das Werk stellt eine der frühesten detaillierten Beschreibungen der arabischen Sprache dar und ist insbesondere auf den Gebieten der Phonetik und der Phonologie äußerst detailliert und präzise. Sein eigentlicher Name lautete Abū Baschr ʿAmr ibn ʿUthmān ibn Qanbar al-Basri / أبو بشر عمرو بن عثمان بن قنبر البصري / Abū Bašr ʿAmr b. ʿUṯmān b. Qanbar al-Baṣrī. Sein wichtigster Lehrer war al-Chalīl ibn Ahmad al-Farāhīdi. Daneben studierte er auch bei Abu 'Amr ibn al-'Ala', Abu-l Hattab al-Achfasch, Yunus ibn Habib und Isa ibn Umar at-Taqafi.
Sibawayhis Sprachwissenschaft war kein Selbstzweck, sondern sollte vor allem ursprünglich nicht-arabisch sprechenden Muslimen helfen, den Koran lesen und verstehen zu können. Dadurch trug Sibawayhi zur Ausbreitung der arabischen Sprache im Nahen Osten bei.